# Murzyn
Murzyn ist eine seit dem 14. Jahrhundert in der polnischen Sprache verwendete Bezeichnung für Personen afrikanischer Abstammung. Seit dem 21. Jahrhundert halten es schwarze Menschen in Polen für abwertend.

## Etymologie
Die Herkunft des Wortes 'Murzyn' ist nicht sicher geklärt. Möglicherweise leitet es sich aus vom deutschen Wort Mohr ab, abgeleitet vom Lateinischen Maurus, ähnlich zum englischem Wort moor.

## Bedeutung und Verwendung

### Definition
In der polnischen Sprache bezeichnet das Wort 'Murzyn' eine dunkelhäutige Person, vor allem der afrikanischen Abstammung (ein Eigenname, Großschreibung). Das Wort in Kleinschreibung ('murzyn') hat mehrere metaphorische und informelle Bedeutungen.
Murzyn (feminine Form: Murzynka, diminutive: Murzynek) kann ins deutsche als „schwarzer Mann“ übersetzt werden. Der Standard-Nominativ Plural ist Murzyni, der das Maskulinum als Suffix benutzt, aber das unpersönliche Suffix (Murzyny) ist pejorativ.

### Diskurs
Das Wort „Murzyn“ wird manchmal übersetzt als „schwarz“ oder, mehr kontrovers, als „Neger“. Was das englische Wort „Negro“ betrifft, unterscheiden sich die soziokulturellen Wurzeln des Wortes in den entsprechenden Kulturen. Laut Linguist Marek Łaziński [pl], wird es oft mit Shakespeares Othello, oft als „moor“ im englischen oder „Mohr“ in deutschem bezeichnet. Soziologin Antonina Kloskowska meint, dass das Wort Murzyn „keine abwertende Andeutung beinhaltet.“ Philologin Grażyna Zarzycka behauptet 2006 hingegen, dass „das Wort 'Murzyn', welches viele Polen, inklusive Akademikern und Akademikerinnen, benutzen ist nicht beleidigend, jedoch manche schwarzen Personen finden es diskriminierend und abwertend.“
Łaziński schlug 2008 in der Rubrik der sprachlichen Ratschläge des polnischen Wörterbuchs vor, dass in Fällen, in denen eine Person Murzyn als beleidigend empfinden könnte, soll die geografische oder nationale Bezeichnungen verwendet werden. Laut Łaziński ist das Wort Murzyn im polnischen manchmal als diskriminierden aufgefasst, auch wenn viele Polen dies bestreiten würden. Im Vergleich, eine direkte Übersetzung des englischen Wortes "black" zu polnisch "czarny", würde das Problem nicht lösen, da es oft negative Assoziationen mit sich bringt, aber die Möglichkeit, dass es irgendwann doch Murzyn ersetzen würde ist nicht unmöglich, vor allem durch den Einfluss von Fremdsprachen auf die polnische. Philosoph Marcin Miłkowski schrieb 2012, dass das Wort Murzyn, "früher als neutral galt, ist heute in Zeitungen so gut wie verboten".
Im August 2020 veröffentlichte Łaziński eine Meinung über die Benutzung dieses Wortes, auf der Seite des Polnischen Sprachrates. Gemäß Łaziński hatte das Wort kaum bis wenig negative Assoziationen in den 1980s bis in die 1990er, aber als sich die polnische Sprache sich entwickelte, spaltete sich das Wort von seiner vorherigen Bedeutung ab und wurde immer mehr in diskriminierendem Kontext benutzt. In seiner neuen Meinung hat Łaziński argumentiert gegen die Moderne Benutzung des Wortes Murzyn und schlägt vor, dass es nicht mehr benutzt werden soll außer in historischen Kontext oder Zitaten. Anfang März 2021, auf der 55. Plenarsitzung des Polnischen Sprachrates wurde Łazińskis Meinung einstimmig zu der offiziellen Meinung des Sprachrates gewählt. Bei der Meinung des Rates handelt es sich um eine Empfehlung, es hat keine rechtliche Bindung, dennoch war dies eine erstmalige Anerkennung der archaischen und abwertenden Bedeutung durch ein hochkarätiges Expertengremium.

### Öffentlicher Diskurs
Der polnische Schriftsteller Dawid Juraszek stellte 2009 fest, dass der Vergleich zwischen dem polnischen Wort "Murzyn" und dem englischen "Negro", ohne die neutrale Herkunft und den nicht rassistischen historischen Hintergrund zu beachten, zu Kontroversen in den letzten Jahren geführt hat.
Polens erster schwarzer Abgeordneter, John Godson, sagte 2011, dass das Wort nicht beleidigend sei und dass er stolz sei, Murzyn genannt zu werden. Außerdem meinte er, er sehe kein Problem mit Begriffen wie "Murzyn", "ciemnoskóry" ["dunkelhäutig"], "Afrykańczyk" ["afrikanischer Mann"] oder "Afropolak" ["Afropole"]. Im Jahr 2020 verfasste er jedoch einen Tweet, in dem er schrieb, dass "das Wort sich weiterentwickelt hat. Wenn die betreffenden Personen nicht ‚murzyn‘ genannt werden möchten, dann nennen Sie sie bitte nicht so". 2011 kritisierte Mamadou Diouf, ein polnisch-senegalesischer Musiker und Vertreter des Ausschusses für die Afrikanische Gemeinschaft (Komitet Społeczności Afrykańskiej), Godson für seinen Gebrauch des Wortes.
Der polnisch-kenianische Schriftsteller und Aktivist James Omolo argumentiert in seinem 2018 erschienenen Buch Strangers at the Gate. Black Poland, dass unabhängig von der Neutralität des Begriffs "Murzyn", In der Wahrnehmung der Polen wird es mit Minderwertigkeit assoziiert. Unter den anderen Benuzungsbeispielen, führt er einen Skandal mit Außenminister Radoslaw Sikorski aus dem Jahr 2014 aus, der angeblich sagte, dass die polnische Mentalität unter "Murzyńskość" ["Murzyheit"] leidet, hinzufügend sagte er "das Problem in Polen ist, dass wir einen sehr oberflächlichen Stolz und ein geringes Selbstwertgefühl haben". Ein schwarzer polnischer Abgeordneter, Killion Munyama, benutzte den Ausdruck sto lat za Murzynami ["100 Jahre hinter den Murzyns"] während er mit Godson über den Status der LGBT Probleme in Polen sprach, um es als hinter der Zeit zu charakterisieren.
Auf der Anderen Seite findet der schwarzer polnische Journalist Brian Scott das Wort Murzyn als positiv geprägt und nennt sich selbst "pierwszy Murzyn Rzeczypospolitej" ("Der erste Murzyn der Republik Polen"), was auch der Title seiner Autobiografie ist, die er 2016 veröffentlichte.

### In der Sprache

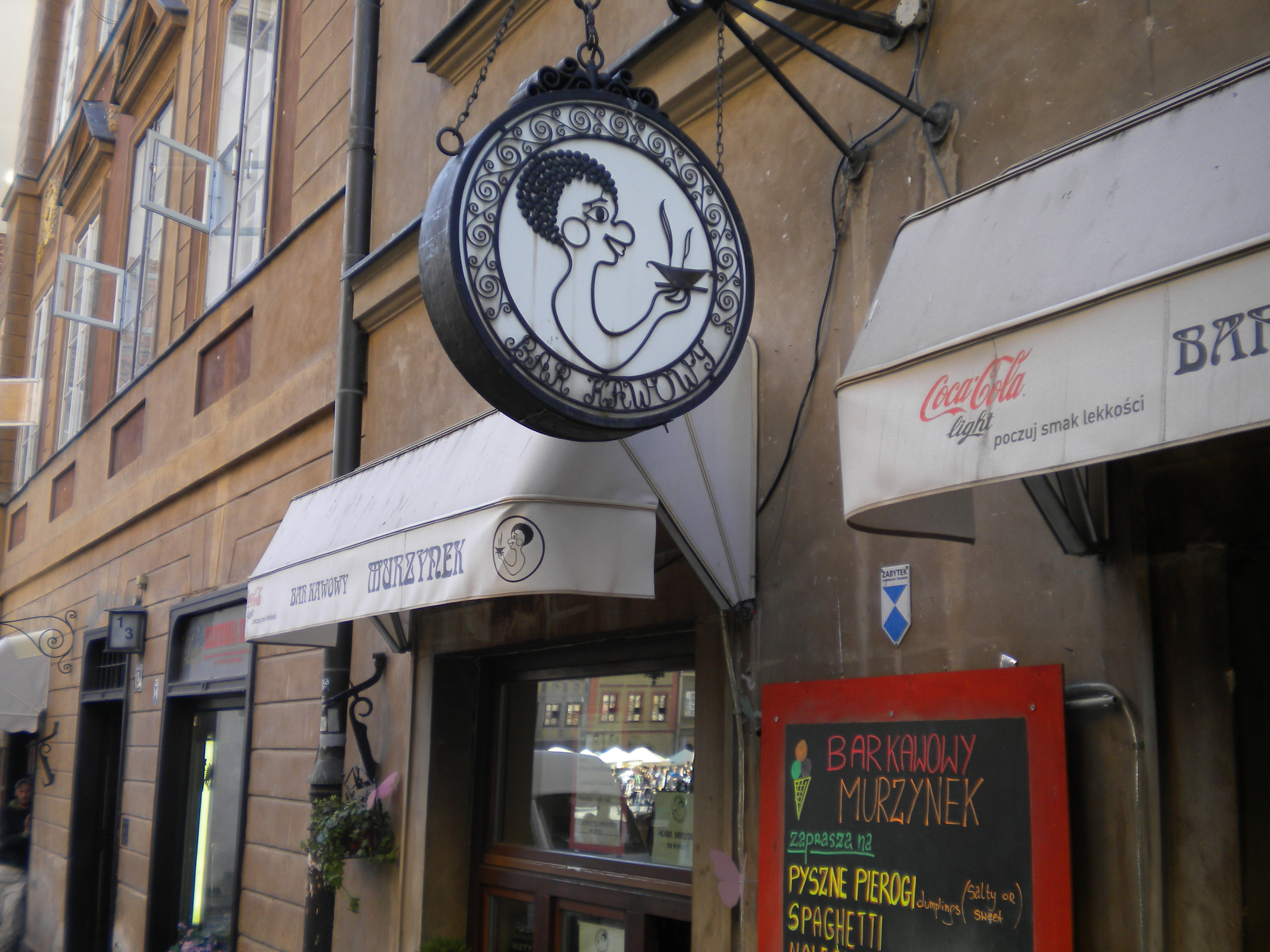
Kaffee 'Murzynek' in Warschau

Eine Redewendung in Polen, Murzyn zrobił swoje, Murzyn może odejść, ist ein Zitat aus dem 1783 veröffentlichten Stück Fiesco von dem deutschen Schriftsteller Friedrich Schiller („der Mohr hat seine Schuldigkeit getan, der Mohr kann gehen“). Die Bedeutung dieses Satzes Lautet: „Sobald man seinen Zweck erfüllt hat, wird man nicht mehr gebraucht“.
Der Ausdruck sto lat za murzynami („Hundert Jahre hinter Afrika“, in Bezug auf Afrikas Rückstand in einigen Bereichen des Fortschritts) ist in Bezug auf schwarze Menschen abwertend und deutet an, dass sie zurückgeblieben oder ungebildet sind, und es ist beleidigend, hinter ihnen zu sein.
Das 'murzyn' in Kleinschreibung kann folgendes bedeuten:
1. (informell) Jemand, der für eine andere Person anonym Arbeit verrichtet. Das englische Wort ghostwriter kann ins Polnische als literacki murzyn übersetzt werden, was soviel bedeutet wie „literarischer Neger“.[16][17]
2. (informell) Jemand mit einer dunklen Bräune;
3. (informell) Ein hart arbeitender Mensch, der zu harter Arbeit gezwungen wird.[3]

Murzynek kann auch eine Art Schokoladenkuchen oder Portion starker Kaffee sein.
Cycki Murzynki ("Murzynkas Titten") ist ein Kuchen aus Keks und Schokolade.
Murzyn polski ("polnischer murzyn") ist eine Art Schwarzschnabel-Taube.
Murzynka ist auch eine Art Erdbeere mit kleinen, dunkelroten Früchten.
Muřin (murzyn, murzin; "murzin wielkanocny", oder "Oster murzin") ist ein anderer Begriff für szołdra, ein schlesisches Osterbrot.

### In der polnischen Kultur

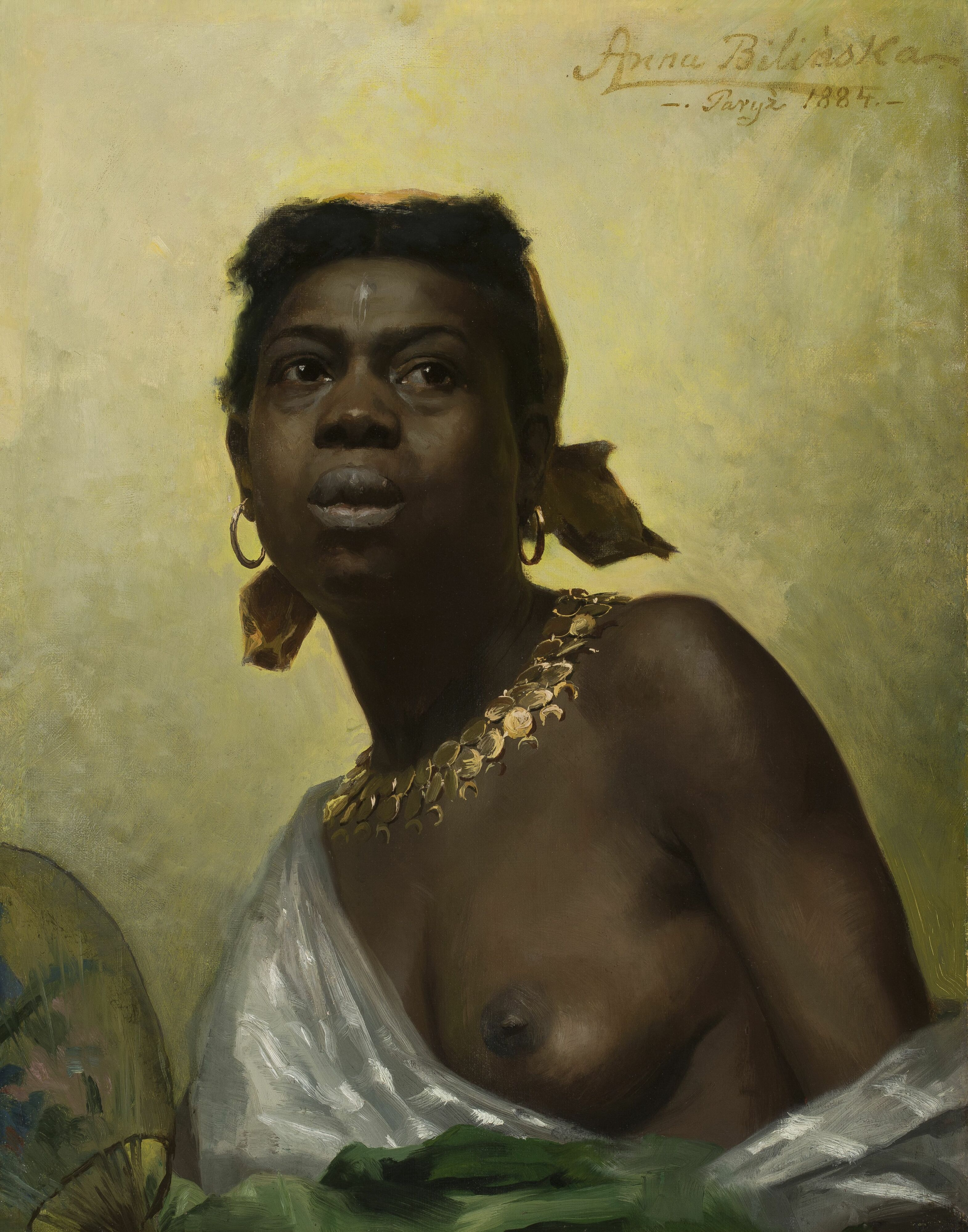
Eine Negerin (Murzynka) by Anna Bilińska-Bohdanowicz, 1884

Ein bekanntes Kindergedicht "Murzynek Bambo" wurde dafür kritisiert, ein stereotypes Bild eines afrikanischen Kindes zu vermitteln. Manche meinen das Gedicht sollte im Kontext seiner Zeit gesehen und gelesen werden, und Kritiker sollten mit ihren Analysen nicht übertreiben.
1939 führte Leonard Buczkowski im Film Biały Murzyn  (Weißer Murzyn) Regie.
2014 hat eine polnische Margarine Marke "Palma", welche eine Cartoon-Version einer schwarzen Person auf den Produkten abgebildet hat, hat ihren Namen zu "Palma z Murzynkiem" geändert. Durch die Benutzung dieses Begriffs erhielten sie reichlich Kritik. Die Benutzung des Wortes "Murzynek" (eine diminutive Form von Murzyn) wurde kritisiert von polnisch-senegalesischen Mamadou Diouf, der zu einem Boykott aufruffte. Der polnische Linguist Jerzy Bralczyk stellte fest, dass das Wort „Murzyn“ nicht abwertend ist, die diminutive Form jedoch als solche angesehen werden könnten, aus dem einfachen Grund, dass es sich um ein Diminutiv handelt. Der Margarineproduzent Bielmar bestritt jegliche rassistische Ansichten und sagte, dass das Logo seit Jahrzehnten ein unverwechselbar Bestandteil des Produkts sei. Es wird vermutet, dass durch die Abschaffung dieses Markenzeichen das Unternehmen eins ihrer stärksten Marken verlieren könnte. Die Umbenennung der Marke soll daraus hervorgerufen worden sein, dass die Verbraucher es schon als Spitzname für diese Marke benutzt haben.
Pod Murzynami („Unter den Murzyns“) ist ein nicht seltene Bezeichnung für Apotheken oder Mietskasernen in Polen. Oft kommt ein Bild einer schwarzen Person mit der Bezeichnung daher.
Ein polnischer General mit englisch-afrikanischem Hintergrund, Władysław Franciszek Jabłonowski (1769–1802), hatte als Kind den Spitznamen „Murzynek“.

## Belege
1. ↑  #DontCallMeMurzyn: Black Women in Poland Are Powering the Campaign Against a Racial Slur. Times Magazine, abgerufen am 24. Juli 2023.
2. 1 2  Antonina Kłoskowska: "Race", ethnicity and nation: international perspectives on social conflict. Hrsg.: Peter Ratcliffe. Psychology Press, 1996, ISBN 978-1-85728-661-8, Nation, race and ethnicity in Poland, S. 187 (google.com [abgerufen am 28. September 2011]).
3. 1 2  Murzyn. In: Słownik języka polskiego. PWN (polnisch).
4. ↑  Mills (Hrsg.): Slavic gender linguistics. John Benjamins, 1999, ISBN 90-272-5075-8, S. 210 (google.com [abgerufen am 23. April 2013]).
5. ↑  Francis Katamba: Morphology: Morphology: Primes, phenomena and processes. Taylor & Francis, 2004, ISBN 978-0-415-27080-9 (google.com).
6. ↑  Murzyn | definition in the Polish-English Dictionary - Cambridge Dictionary. In: dictionary.cambridge.org. Abgerufen am 13. August 2020 (amerikanisches Englisch).
7. 1 2  Dawid Juraszek: Czy Obama jest Murzynem? Juraszek.net, abgerufen am 5. Februar 2024.
8. ↑  Lista odpowiedzi. poradnia.pwn.pl (polnisch).
9. ↑  Marcin Miłkowski: The Polish language in the digital age. 2012, S. 47.
10. ↑  "Murzyn" i "Murzynka". In: rjp.pan.pl. Abgerufen am 13. August 2020.
11. ↑  "Murzyn" oficjalnie odradzany przez Radę Języka Polskiego. In: www.rp.pl. Abgerufen am 5. März 2021 (polnisch).
12. ↑  Czy Murzynek Bambo to rasistowski wierszyk? Tvp.pl, archiviert vom Original am 5. Januar 2012 (polnisch).
13. ↑  Murzyn to niewolnik. Szkoda, że poseł tego nie łapie. Tvn24.pl, archiviert vom Original am 1. Dezember 2011; abgerufen am 30. November 2011 (polnisch). Diouf: "Myślę, że pan poseł nie zna pochodzenia słowa, o którym mowa" - "I think, that the MP doesn’t know the etymology of the word".
14. ↑   Munyama do Godsona: "Jesteśmy sto lat za Murzynami". "Newsweek" o kulisach dyskusji PO, gazeta.pl, 25. Februar 2013. Abgerufen am 26. November 2013 (polnisch).
15. ↑  Murzyn zrobił swoje, Murzyn może odejść - definition in Megasłownik - the online dictionary. Archiviert vom Original am 4. Januar 2010; abgerufen am 3. April 2014.
16. ↑  Jak Colin wyłowił Alicję. Tvn24.pl (polnisch).
17. ↑  PANDORA W KONGU. wydawnictwoliterackie.pl (polnisch).
18. ↑  Cycki murzynki.
19. ↑  Murzynka. sjp.pwn.pl
20. ↑  Murzynek Bambo dla licealistów (Memento vom 27. März 2012 im Internet Archive), auf colemi.pl (polnisch)
21. ↑  Piotr Mieśnik: Kultowa margaryna z Murzynkiem powraca. Afrykanie mieszkający w Polsce oburzeni. Producent: nie mieliśmy złych intencji. In: gazetapl. 25. März 2014, abgerufen am 25. April 2021 (polnisch).
22. ↑  Murzynek Bambo w Afryce mieszka, czyli jak polska kultura stworzyła swojego Murzyna. historiasztuki.uni.wroc.pl (polnisch).
23. ↑  Jabłonowski Władysław Franciszek. encyklopedia.pwn.pl, abgerufen am 5. Februar 2024 (polnisch).